# Чебачье (Челябинская область)
Чебачье — упразднённый хутор в Верхнеуральском районе Челябинской области. На момент упразднения входил в состав Краснинского сельсовета. Исключен из учётных данных в 1978 году.

## География
Располагался на юго-западном берегу озера Чебачье, на расстоянии примерно 2,5 км (по прямой) к юго-западу от поселка Подольский.

## История
По данным на 1970 год хутор входил в состав Краснинского сельсовета. В посёлке располагалась бригада колхоза имени Карла Маркса.
Исключен из учётных данных решением Челябинского областного Совета народных депутатов от 18.04.1978 года № 183.

## Население
| 1970 | 1978 |
| ---- | ---- |
| 0    | →0   |